# X-Ray Spex
Az X-Ray Spex egy angol punk-rock/new wave együttes volt. Tagok: Poly Styrene, Lora Logic, Jak Airport, Paul Dean, Rudi Thompson és BP Hurding. A zenekar különlegessége, hogy egy nő volt a frontembere, ami a punkzenekaroknál nem igazán jellemző. 1976-ban alakultak meg Londonban. Fennállásuk alatt 2 nagylemezt jelentettek meg. Pályafutásuk során később átálltak az új hullámos zenére. Jak Airport 2004-ben elhunyt, 2011-ben pedig Poly Styrene távozott az örök vadászmezőkre. Többször feloszlottak: először 1976-tól 1979-ig működtek, majd 1991-ben egy kis időre újraegyesültek. Ezek után 1995-től 1996-ig megint zenélgetett az együttes, végül 2008-ban újból összeálltak egy rövid időre. Ezek után véglegesen feloszlottak. Első nagylemezük, a Germfree Adolescents bekerült az 1001 lemez, amelyet hallanod kell, mielőtt meghalsz című könyvbe.

## Diszkográfia/Stúdióalbumok
- Germfree Adolescents (1978)
- Conscious Consumer (1995)